# مدیریت فرایند کسب‌وکار
مدیریت فرایند کسب و کار شامل مفاهیم، متدها، تکنیک‌ها برای طراحی، نظارت، پیکربندی، اجرا و آنالیز فرایندهای کسب و کار می‌باشد. این فرایندها دربرگیرنده افراد، سازمان، سامانه (سیستم) و دیگر پایگاه‌های داده (منابع اطلاعاتی) می‌باشند.

## چرخه حیات فرایندهای کسب و کار
مدیریت فرایند کسب و کار طی یک چرخه اتفاق می‌افتد. این چرخه شامل فازهایی است که به هم مرتبط می‌باشند:
- شناسایی فرایند:

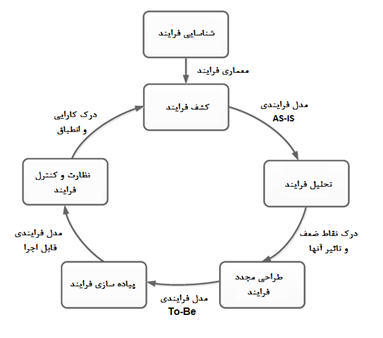

در این مرحله، مشکل کسب وکار مطرح می شود و فرایندهای مربوط به مشکل شناسایی و مرزهای فرایند و ارتباطشان با همدیگر مشخص می شود. خروجی شناسایی فرایند، معماری فرایند جدید یا به روزرسانی شده است که نمایی کلی از فرایندها در سازمان و روابطشان با یکدیگر را مشخص می کند. در برخی موارد، شناسایی فرایند به صورت موازی با تعیین شاخص‌های عملکردی انجام می شود. در این کتاب، ما شناسایی شاخص عملکردی را با مرحله تحلیل فرایند پیوند خواهیم داد. شاخص عملکردی اتخاذ شده اغلب برای تحلیل فرایند استفاده می شود.
- کشف فرایند (همچنین مدل‌سازی فرایند as-is نامیده میشود):

وضعیت فعلی هر یک از فرآیندهای مرتبط مستند می‌شود و معمولاً به شکل یک یا چند مدل فرایندی as-is در می‌آید. BPMN کاملترین استاندارد مدلسازی فرایند در جهان است و تقریباً تمام سازمان های خوب دنیا فرایندهای خود را با استاندارد BPMN مدلسازی میکنند. همچنین اکثر BPMS های خوب دنیا استاندارد BPMN را به عنوان ابزار مدلسازی فرایند خود انتخاب کرده اند.
- تحلیل فرایند:

در این مرحله، موضوعات مربوط به فرآیند وضع موجود شناسایی و مستندسازی می‌شود و درهر زمان که ممکن است با استفاده از شاخص عملکردی سنجیده می‌شود. خروجی این مرحله مجموعه ای ساختاریافته از مسائل است. این مسائل به طور معمول از نظر تأثیر آن ها، و گاهی نیز از نظر تلاش مورد نیاز برای حل آن ها اولویت‌بندی می‌شوند.
- طراحی مجدد فرایند:

هدف این مرحله شناسایی تغییرات در فرایند برای کمک به حل مسائلی است که در فازهای قبلی شناسایی شده است و به سازمان کمک میکند که به اهداف عملکردی خود برسد. برای این منظور، گزینه‌های تغییر چندگانه با استفاده از شاخص‌های عملکردیِ انتخاب شده مورد تحلیل و مقایسه قرار می‌گیرند. این به این معناست که طراحی مجدد و تحلیل فرایند ارتباط بسیار نزدیکی دارند: چنانچه گزینه‌های جدید تغییرات پیشنهادی، قبلاً با استفاده از تکنیک‌های آنالیز فرایند تجزیه و تحلیل شده اند. در نهایت، امیدوار‌کننده ترین گزینه‌های تغییر که ترکیب شده اند، منجر به طراحی مجدد فرایند می‌شوند. معمولاً خروجی این مرحله مدل فرایندی to-be است که به عنوان پایه‌ای برای فاز بعدی به کار می رود. به منظور طراحی درست فرایند های سازمانی و استفاده از ابزار مناسب در طراحی می توانید مقاله طراحی فرایند را مطالعه کنید .
- پیاده‌سازی فرایند:

در این مرحله، تغییرات مورد نیاز برای حرکت از فرآیند as-is به سمت فرایند to- be باید تهیه و اجرا شود. پیاده‌سازی فرآیند دو جنبه را مد نظر قرار می‌دهد: مدیریت تغییر سازمان و مکانیزه شدن فرآیند. مدیریت تغییر سازمان به مجموعه ای از فعالیت‌های مورد‌نیاز برای تغییر شیوه ی کار  مجریان فرایند اشاره دارد. از سوی دیگر، مکانیزاسیون فرایند به توسعه و استقرار سیستمهای فناوری‌ اطلاعات (یا نسخه‌های پیشرفته سیستمهای موجود IT ) که از فرایندهای to – be پشتیبانی می‌کنند  اشاره دارد. بهترین ابزار برای پیاده سازی فرایندهای کسب و کار استفاده از نرم افزارهای BPMS است. نرم افزارهای BPMS زیادی در دنیا وجود دارند که همین تنوع باعث اشتباه کسب و کارها در انتخاب صحیح ابزار میشود. به منظور انتخاب نرم افزار BPMS مناسب، تعدادی معیار و شاخص وجود دارد که در مدرسه مدیریت فرایند میتوانید شاخص های ارزیابی نرم افزارهای BPMS را مطالعه کنید. 
- نظارت و کنترل فرایند:

هنگامی که  فرایندی که طراحی مجدد شده است در حال اجراست، برای تعیین کارایی عملکرد، داده‌های مرتبط با توجه به شاخص‌های عملکردی و اهداف عملکردی آن جمع آوری و تجزیه و تحلیل می شوند . گلوگاه‌ها، خطاهای مکرر یا انحراف نسبت به رفتار مورد نظر، شناسایی شده و اقدامات اصلاحی انجام می شود. مسائل جدیدی ممکن است در همان فرایند یا در فرآیندهای دیگر به‌وجود آیند که نیاز به تکرار چرخه دارند.

## مزایای مدیریت فرایندهای تجاری
مدیریت فرایند تجاری علاوه بر خودکارسازی گردش کار قابلیت‌های دیگری را فراهم کرده‌است این قابلیت‌ها به سازمان‌ها این امکان را می‌دهند که بتوانند فرایندهای بیشتری را کنترل کنند. برخی از مزایای استفاده از BPM به شرح زیر می‌باشد:
- مستندسازی و تعریف فرایندها: استانداردهایی مانند BPMN امکان مستندسازی فرایندها را فراهم می‌نماید.
- خودکار سازی اجرای فرایندها: با BPM تمام قوانین و منطق‌های تجاری سازمان اتوماتیک خواهند شد.
- شناسایی فرصت‌ها و بهبود فرایندها: همچنین BPM معیارهایی را فراهم می‌کند برای اندازه‌گیری هزینه فرایندها و زمان اجرا که در این صورت بهینه‌سازی بر اساس نتایج واقعی خواهد بود.
- حذف فعالیت‌های غیر ضروری: در BPM به کمک مدلسازی فرایندها، سازمان‌ها می‌توانند فرصتی برای حذف کارهای غیرضروری داشته باشند.
- کنترل کارایی فرایندهای در حال اجرا: BPM با ابزارهای نظارتی امکان نظارت وضعیت فرایندها را ممکن می‌سازد در نتیجه این کنترل باعث ثبات و سازگاری فرایندها برای رسیدن به کیفیت بیشتر و بهینه کردن آن‌ها برای کارایی بیشتر می‌شود همچنین قابلیت اندازه‌گیری آن‌ها باعث می‌شود که دید مدیریتی بهتری داشته باشیم.
- همکاری مشتری‌ها و شرکا در فرایندهای تجاری: BPM امکان همکاری مشتریان و شرکا را از خارج از سازمان فراهم می‌کند؛ و برای فرایندهایی که در خارج از محدوده سازمان قرار دارند. بسیار کاربردی خواهد بود.
- کاهش منابع مورد نیاز: فرایندهای کسب و کار به افراد و منابع بسیاری نیاز دارند تا اجرا شوند. BPM می‌تواند تعداد منابع مورد نیاز برای یک فرایند را کاهش می‌دهد
- افزایش هماهنگی: BPM هماهنگی بین بخش‌های مختلف یک شرکت را از بعد جغرافیایی بهبود می‌بخشد.
- افزایش سرعت اجرای سیکل فرایندها: BPM با کاهش زمان اجرای فرایندها و امکان اجرای موازی آن‌ها سرعت کسب و کار را بهبود می‌دهد.
- افزایش رضایتمندی مشتری: با کاهش زمان اجرا و اطمینان از درستی آن‌ها باعث می‌شود که مشتریان سریعتر و اسانتر به نیازمندی‌های خودشان برسند.
- چابکی سازمان: BPM این امکان را برای سازمان‌ها فراهم می‌کند که در صورت تغییر شرایط به راحتی بتوانند تغییرات را در فرایندها اعمال کنند. به این ترتیب به حفظ موقعیت سازمان در بازار رقابتی کمک می‌نماید.

## استانداردهای مدیریت فرایند کسب و کار
استانداردهای مدیریت فرایند کسب و کار برای توسعه فرایندها معرفی شده‌اند، اما همهٔ آن‌ها محدودیت‌های خاصی دارند. آخرین نسخه‌ای که استفاده شده‌است BPMN 2.0 می‌باشد. این استاندارد طراحی و ویژگی‌های زبان برنامه‌نویسی را پشتیبانی می‌کند که در استانداردهای قبلی این قابلیت گم شده بود.
هنگامی که تحلیلگر کسب و کار یک فرایند کسب و کار را طراحی می‌کند، اضافه کردن برخی جزئیات فنی به آن برای توسعه دهندگان دشوار است، اما
BPMN 2.0 این کار را برایشان راحت کرده‌است.BPMN2.0 به دلیل گستردگی علایم و تعاریف بسیار ساده و قابل فهم برای افرادی که آشنایی گذشته با علائم را نداشته‌اند موجب کاربرپسندی زیاد آن شده هست به طوری که در نرم‌افزارهای معماری سازمانی و مدل‌سازی فرایندی با پیشرفت و به روز رسانی این علایم و مفاهیم نیز بسط و تعمیم داده شده‌اند، که کامل‌ترین آن‌ها را در نرم‌افزار Visualparadgim می‌توان مشاهده و استفاده کرد.
انواع عناصر، نمادها و المان‌های بصری موجود در استاندارد مدلسازی BPMN 2.0 به 4 دسته اصلی و تعدادی دسته فرعی تقسیم می‌شوند؛ 4 گروه اصلی نمادهای BPMN و زیرگروه‌های آن‌ها عبارت‌‌اند از:
1- اشیاء جریان (Flow Objects)
نمادهایی که برای نمایش کلیت گردش کار در فرایندها مورد استفاده قرار می‌گیرند؛ اشیاء جریان به چند دسته تقسیم می‌شود:
- رویداد (Event)
- فعالیت (Activity)
- دروازه (Gateway)

2- اشیاء ارتباط دهنده (Connecting Objects)
برای نمایش ارتباط بین عناصر مختلف موجود در طراحی فرایند به کار می‌روند؛ انواع اشیاء ارتباط دهنده در استاندارد BPMN 2.0 عبارت‌اند از:
- جریان توالی (Sequence Flow)
- جریان پیغام (Message Flow)
- پیوند (Association)

3- داده‌ها و مصنوعات (Data and Artifacts)
از المان‌ها و نمادهای دسته داده‌ها و مصنوعات برای ارائه کامل‌تر و بهتر جزئیات فرایندها و جریان کار آن‌ها استفاده می‌شود؛ انواع داده‌ها و مصنوعات در BPMN 2.0 عبارت‌اند از:
- اشیاء داده (Data Objects)
- گروه (Group)
- حاشیه نویسی (Annotation)

4- خطوط شناوری (Swim Line)
خطوط شناوری یا مسیرهای جریان، چارچوب‌های گرافیکی اصلی برای مدیریت اجزا و عناصر BPMN 2.0 محسوب می‌گردند و موجب افزایش شفافیت و قدرت درک فرایندها می‌شوند. انواع دسته‌بندی خطوط شناوری عبارت‌اند از:
- استخر (Pool)
- مسیر یا خط (Lane)

## ترتیب رشد استانداردها تا رسیدن به BPMN.2
WSFL,XLANG,BPEL4WS 10,BPEL4WS 1.1,BPMN 1.0,BPEL4Peaple white paper,BPEL4Peaple specification,WS-BPEL 2.0,BPMN 1.1,BPMN 1.2,BPMN 2.0